# 三氟异乙腈
三氟异乙腈是一种异腈，化学式 CF3NC。就算温度在-80 °C 的沸点以下，它会进行多聚。作为配体，它的性质类似于一氧化碳。
三氟乙腈 (CF3CN) 是三氟异乙腈的异构体。这个腈更加稳定，也是主要的存在形式。